# Anđelka Rušin
Anđelka Rušin, altistica
Solistica je Opere HNK Ivana pl. Zajca u Rijeci, tijekom svog umjetničkog rada ostvarila je niz zapaženih mezzosopranskih uloga, od kojih su antologijske one Adalgise (Norma), Azzucene (Trubadur), Ulrica-e (Krabuljni ples), uloge Carmen i Orfeja, te uloga Ciecca-e (La Gioconda).
Ostvarila je i znatan broj dionica u velikim oratorijskim djelima (Requiem Verdija, Mozarta, Stabat Mater Pergolesija i Rossinija, Te Deum Brucknera, te niz misa, Haydna, Mozarta, Schuberta, I. Zajca, K. Kolba, D. Prašelja i drugih skladatelja.
Godine 2004. uloge Mamma Lucia-e (Cavalleria rusticana) i Zite (Gianna Schicchi), te Missis Quickly (Falstaff) donijele su joj i Nagradu Grada Rijeke.
Već od 1984. godine koncertno nastupa po Istri, Hrvatskom primorju i otocima Kvarnera, posebno njegujući djela lokalnih skladatelja, poglavito Ivana Matetića Ronjgova, Gržinčića i Kaplana, zasnovana na specifičnostima tradicionalnog glazbenog izričaja.
Pored nekoliko TV emisija s klaviristicom Ninom Kovačić snimila je i jedan CD s djelima iz glazbenog stvaralaštva Rijeke i Istre nastalih tijekom posljednjih nekoliko stoljeća.